# Chico (cordelista)
Francisco Luiz Mendes (Cametá), mais conhecido como Chico, é um cordelista paraense.

## Biografia
Desde criança, o cordel chamava a atenção de Francisco Mendes quando repentistas recitavam suas rimas nas festas juninas. Anos mais tarde, leu seu primeiro folheto de cordel: "A verdadeira história de Joãozinho e Mariquinha", de José Camelo de Melo Resende. Como Francisco conta,

Comecei a ler o Patativa e me apaixonei pelo esquema de poesia do cordel, as rimas, a métrica, a musicalidade. Daí, comecei a praticar, e hoje me considero um cordelista.
Apenas na década de 1980 escreveu seu primeiro cordel.

## Obra
- 198? - Caminho de tatu,[2]
- 2017 - Barca das Letras,[4][5]
- 2019 - participou da “I Antologia de Cordéis do Norte”,[3]
- 2022 - Cordel: a arte que encanta.[2]

## Reconhecimentos
- Vice-presidente da Academia Paraense de Literatura de Cordel (APLC).[6]